# Лос Алтос
Лос Алтос (на английски: Los Altos) е град в окръг Санта Клара в Района на Санфранциския залив, щата Калифорния, Съединените американски щати.

## География
Намира се в Силициевата долина. Има обща площ от 16,4 кв.км (6,3 кв. мили).
Населението на Лос Алтос е 30 743 души (по приблизителна оценка от 2017 г.).